# 살라무 메지도프
살라무 술타노비치 메지도프(러시아어: Сала́му Султа́нович Межи́дов, 1981년 2월 10일~)는 러시아의 전직 유도 선수이다. 2008년 하계 올림픽 남자 라이트급에 참가했으며 유럽 선수권 대회에서 금메달 1개, 동메달 1개를 획득했다.